# Roman Bromboszcz
Roman Bromboszcz (ur. 1976) – polski kulturoznawca, filozof, poeta, kompozytor, artysta.

## Życiorys
W swoich badaniach wypracowuje teorię aksjologiczną zorientowaną na kulturę rozumianą ewolucyjnie. Nawiązuje do teorii wartości wywiedzionej z "Kapitału" Karola Marksa. Sugeruje pojawienie się nowej substancji, w odniesieniu do "Metafizyki" Arystotelesa, nazywanej przez niego informacją. Poszukuje przydatnych ujęć równowagi wartości w konfrontacji z taoistycznym, platońskim i arystotelesowskim ujęciem. Podejmuje się zagadnień takich jak jakości cyberkultury wskazując na istotną rolę w jej kształtowaniu się: kodowania, regulacji i autoregulacji, sztucznego życia, sztucznej inteligencji i nadzmysłowości. Na osi jego zainteresowań znajdują się: filozofia techniki, etyka i estetyka. Wśród podejmowanych tematów znajdują się cybernetyczne zamieszkiwanie, cyberprzestrzeń, sztuczne życie, moda cybernetyczna i sport elektroniczny.
W twórczości artystycznej zajmuje się obiektami hybrydowymi, rzeczywistością wirtualną, grafiką, instalacją z dźwiękiem 3D. W 2005 roku wraz z Tomaszem Misiakiem, Szczepanem Kopytem i Łukaszem Podgórni wprowadził w użycie, prekursorsko na tle tendencji światowych, termin poezja cybernetyczna (cyberpoezja). Od tego roku funkcjonuje jako część grupy, a następnie kolektywu Perfokarta.
W 2005 roku dostał nagrodę Prezydenta Poznania za osiągnięcia w zakresie sztuki. W 2010 został uhonorowany Medalem Młodej Sztuki.
Kurator zdarzeń artystycznych, w tym: wystaw, koncertów i działań w przestrzeni publicznej. W latach 2005–2008 współpracował z Centrum Sztuki Współczesnej Inner Spaces, przemianowanym następnie w IF Museum Inner Spaces. W latach 2012–2014 współprowadził z Ulą Szkudlarek, Wojtkiem Wrońskim, Adamem Ćwiekiem i Małgorzatą Maciaszek galerię Siłownia w Poznaniu. W latach 2010–2021 kuratorował i uczestniczył w sześciu edycjach Festiwalu Permutacje odbywającego się w Galerii "Wieża Ciśnień" CKiS w Koninie. Współpracuje z wieloma galeriami, głównie w Polsce. Funkcjonuje jako niezależny kurator, interesujący się, przede wszystkim, sztuką komputerową, w tym, sztuką interaktywną, generatywną, sztucznym życiem, hybrydami medialnymi i postmediami.

## Książki naukowe
- Estetyka zakłóceń, Wyższa Szkoła Nauk Humanistycznych i Dziennikarstwa, Poznań 2010
- Ewolucja i wartość. Szkice o kulturze, Aureus, Kraków 2012
- Kultura cybernetyczna i jakość, Wydawnictwo Naukowe Bogucki, Poznań 2014

## Poezja
- digital.prayer, Staromiejscki Dom Kultury, Warszawa 2008
- U-man i masa, Korporacja Ha!art, Kraków 2010
- Hz, Wielkopolska Biblioteka Poezji Współczesnej, Poznań 2011
- 918-578, Korporacja Ha!art, Kraków 2013
- cybernetyczny {spin}, Convivo, Warszawa 2020
- [to], papierwdole, Wrocław 2021

## Dyskografia
- The Art of Wave, Labela 2007
- The Garden of Letters, Labela 2010
- Technekologia, Audiomat 2013
- The Ruins of Azkaban, Axis Cactus 2020
- Pregmos Cosgnant, Pionierska Records 2020

## Wybrane wystawy
- słowo / obraz / plantacje, Wozownia, Toruń 2021
- Rozgrywka, BWA, Zielona Góra 2018
- Uniform. Środowisko dotykowo-zapachowe, Brzuch. Centrum Trawienia Wizji, Wrocław 2016
- Helliotrop. Autoportret artysty w społeczeństwie sieci, Galeria Wschodnia, Łódź 2016
- Wyższe etapy gry, Wozownia, Toruń 2015
- Czarne płatki śniegu, galeria Entropia, Wrocław 2014
- Połączony, galeria AT, Poznań 2011
- Emancypacja zakłóceń, galeria Studio, Warszawa 2010
- Pępowina. Polipoezja vs sztuka internetu, galeria AT, Poznań 2007